# Liste des résidences des chefs d'État français
Au fil des siècles, les résidences des chefs d’État français furent multiples. Les souverains avaient souvent plusieurs résidences et parfois même plusieurs sièges du pouvoir. La liste prend en compte les résidences officielles. De même, nombre de résidences ont connu des « vides de pouvoir » dans leur existence, des époques où elles ne furent plus résidences royales ou impériales avant de le redevenir.

## Les résidences principales
| Résidence                        | Image | Localisation          | Dates d'occupation(s)                        | Notes |
| -------------------------------- | ----- | --------------------- | -------------------------------------------- | --- |
| Palais de la Cité                |       | Paris                 | Xe – XIVe siècles (En grande partie détruit) | |
| Château de Vincennes             |       | Vincennes             | XIIe – XVIIe siècles                         | |
| Palais du Louvre                 |       | Paris                 | XIVe siècle - 1678                           | Les États généraux sont convoqués au Louvre en 1303 et 1614.                                                                        |
| Château de Plessis-lèz-Tours     |       | La Riche              | 1444 - 1594 (En grande partie détruit)       | Louis XI (de 1463 à 1483) et les Valois, Henri IV (de 1589 à 1594) Les États généraux sont convoqués à Tours en 1468, 1484 et 1506. |
| Château de Blois                 |       | Blois                 | XVe – XVIe siècles                           | Les États généraux sont convoqués à Blois en 1576 et 1588.                                                                          |
| Château de Fontainebleau         |       | Fontainebleau         | XVIe – XIXe siècles                          | |
| Château de Saint-Germain-en-Laye |       | Saint-Germain-en-Laye | 1539 - XVIIe siècle                          | |
| Palais des Tuileries             |       | Paris                 | XVIe siècle - 1870 (détruit)                 | Louis XIV (de 1664 à 1667) et Louis XV (de 1715 à 1722).                                                                            |
| Château de Versailles            |       | Versailles            | 1682 - 1789                                  | Les États généraux sont convoqués à Versailles en 1789.                                                                             |
| Palais-Royal                     |       | Paris                 | 1643 - 1661 puis 1830 - 1831                 | |
| Palais de l'Élysée               |       | Paris                 | IIe République - Aujourd'hui                 | |

## Liste de résidences royales et impériales
- Château d'Amboise : Valois à partir de Charles VIII
- Château de Beauté : de Charles VI à Charles VII
- Château de Bellevue (Meudon) : de Louis XV à Louis XVI ; détruit.
- Château de Blois : de Louis XII à Henri IV
- Château de Chinon : de Philippe II à Charles VII
- Palais de la Cité : Capétiens et Valois jusqu'à Charles V
- Château de Compiègne : Mérovingiens, Carolingiens, premiers Capétiens, Valois à partir de Charles V, Louis XIII, Louis XIV, Louis XV, Louis XVI, Napoléon Ier, Louis XVIII, Charles X, Louis-Philippe Ier, et Napoléon III
- Château de Chambord : François Ier à Louis XIV
- Quierzy : Carolingiens
- Château de Fontainebleau : de Louis VII à la Révolution puis Napoléon Ier, Louis XVIII, Charles X, Louis-Philippe Ier, Napoléon III
- Château de Loches : Charles VII
- Palais du Louvre : de Charles V à Louis XIV
- Château de Madrid : François Ier, Henri II, Charles IX, Louis XIII ; détruit.
- Château de Malmaison : Napoléon Ier
- Château de Marly : Louis XIV, Louis XV, Louis XVI ; détruit. Il ne reste plus que le parc.
- Château de Mehun-sur-Yèvre : Charles VII
- Château de Meudon : de Louis XIV à Napoléon III ; château vieux détruit et château neuf en partie existant.
- Château de la Muette : Louis XV, Louis XVI  ; en partie détruit.
- Château de Plessis-lès-Tours : de Louis XI à Louis XII
- Château de Pierrefonds : Napoléon III
- Château de Rambouillet : Louis XVI, Napoléon Ier, Charles X, Napoléon III
- Palais-Royal : Louis XIV, Louis-Philippe Ier
- Château de Villers-Cotterêts : François Ier, Henri II
- Château de Saint-Cloud : Louis XVI, Napoléon Ier, Louis XVIII, Charles X, Louis-Philippe Ier, Napoléon III ; détruit. Il ne reste plus que le parc.
- Château de Saint-Germain-en-Laye : de François Ier à Louis XIV
- Château Neuf de Saint-Germain-en-Laye : de Henri II à Louis XIV ; détruit.
- Château de Saint-Hubert (Le Perray-en-Yvelines) : de Louis XV à Louis XVI ; détruit.
- Hôtel Saint-Pol : Charles V et Charles VI ; détruit.
- Château de Tours : Philippe III à Louis XI
- Hôtel des Tournelles : Charles VI à Henri II ; détruit.
- Château du Grand Trianon : Louis XIV, Louis XV, Louis XVI, Napoléon Ier, Louis XVIII, Charles X, Louis-Philippe Ier, Napoléon III
- Château du Petit Trianon : Louis XV, Louis XVI, Napoléon Ier
- Palais des Tuileries : Henri IV, Louis XIV, Louis XV, Louis XVI, Napoléon Ier, Louis XVIII, Charles X, Louis-Philippe Ier, Napoléon III ; détruit. Il ne reste plus que les pavillons de Marsan et de Flore.
- Château de Versailles : Louis XIV, Louis XV, Louis XVI
- Château de Vincennes : de Louis VII à Louis XV
- Château d'Eu : Louis-Philippe Ier
- Château de Neuilly : Louis-Philippe Ier

## Les résidences après la Seconde Guerre mondiale

### Les résidences de laIVeRépublique
| Résidences             | Photo | Localisation               | Statut                        | Résidents                                 | Dates d'occupations | Commentaires                                 |
| Palais de l'Élysée     |       | 8e arrondissement de Paris | Officiel                      | Les présidents de la Quatrième République | De 1947 à 1958      |                                              |
| Château de Rambouillet |       | Rambouillet                | Lieu officiel de villégiature | Les présidents de la Quatrième République | De 1947 à 1958      |                                              |
| Château de Vizille     |       | Vizille                    | Lieu officiel de villégiature | Les présidents de la Quatrième République | De 1947 à 1958      | René Coty y séjourna les étés de 1954 à 1958 |

### Les résidences de laVeRépublique
| Résidences                 | Photo | Localisation               | Statut                        | Résidents                                                         | Dates d'occupations | Commentaires |
| Palais de l'Élysée         |       | 8e arrondissement de Paris | Officiel                      | Les présidents de la Cinquième République                         | Depuis 1958         | |
| Fort de Brégançon          |       | Bormes-les-Mimosas         | Lieu officiel de villégiature | Les présidents de la Cinquième République                         | Depuis 1958         | Des visites officielles y furent organisées |
| Château de Rambouillet     |       | Rambouillet                | Lieu officiel de villégiature | Les présidents de la Cinquième République                         | De 1958 à 2009      | La première rencontre au sommet des pays les plus industrialisés (G6) à l'initiative du président Valéry Giscard d'Estaing s'y est déroulée en 1975 |
| Domaine de Souzy-la-Briche |       | Souzy-la-Briche            | Lieu officiel de villégiature | Les présidents de la Cinquième République                         | De 1972 à 2007      | Affecté depuis mai 2007 au premier ministre |
| Pavillon de La Lanterne    |       | Versailles                 | Lieu de villégiature          | Les présidents de la Cinquième République                         | Depuis mai 2007     | Initialement affecté au Premier ministre, il est mis à la disposition du Président de la République depuis mai 2007                                 |
| Hôtel de Marigny           |       | 8e arrondissement de Paris | Officiel                      | Résidence des chefs d'État étrangers lors des visites officielles | Depuis 1972         | |